# Joep Dohmen (filosoof)
Longinus Josef Maria Clemens (Joep) Dohmen (Tilburg, 17 december 1949) is emeritus hoogleraar wijsgerige en praktijkgerichte ethiek aan de Universiteit voor Humanistiek in Utrecht. Dohmen is vooral bekend vanwege zijn publicaties over Friedrich Nietzsche en levenskunst.

## Loopbaan
Hij studeerde wijsbegeerte in Utrecht en Leuven. In 1994 promoveerde Dohmen cum laude met zijn proefschrift Nietzsche over de menselijke natuur. In 1996 trad hij in dienst van de Universiteit voor Humanistiek als postdoc-onderzoeker van het project "Foucaults notie van zorg voor zichzelf in relatie tot de zorgethiek". Vanaf 1992 tot 1998 was Joep Dohmen medeoprichter en adjunct-hoofdredacteur van Filosofie Magazine.
In 2002 publiceerde hij Over levenskunst. De grote filosofen over het goede leven. In 2006 verscheen onder zijn redactie Moderne levens lopen niet vanzelf. In 2007 verscheen van hem Tegen de onverschilligheid. Pleidooi voor moderne levenskunst. In 2008 schreef Dohmen het essay voor de maand van de filosofie: Het leven als kunstwerk.
Dohmens aandacht gaat vooral uit naar actuele cultuurfilosofie, morele educatie en zingeving. Kernthema’s in zijn levenskunstethiek zijn: autonomie, authenticiteit, deugden en waarden, geluk en genot, integriteit, jongeren en zin / goed oud worden, eindigheid en tijd, zelfzorg en zin.

### Opvatting van levenskunst
Levenskunst is volgens Dohmen zelf geen kunst en ook geen vak, maar een bepaalde praktijk. Zij heeft betrekking op een praktijk van zelfzorg en is daarmee een vorm van morele educatie. Ze is een vorm van leren omgaan met jezelf. Levenskunst is het antwoord op de vraag: hoe moet ik leven? Het antwoord op die vraag is persoonlijk van aard. Elk mensenleven bevat veel toeval, maar een levenshouding komt niet per toeval tot stand. Geen enkel mens heeft van nature zo’n houding meegekregen. Socrates zei: ‘Het zou mooi zijn als wijsheid iets was dat zou kunnen stromen van iemand die vol is naar iemand die leger is.’ Dohmen vat dit zo op dat iedereen zelf zijn/haar praktische wijsheid zal moeten ontwikkelen.
Dohmen wil in zijn werken laten zien wat men ervoor moet doen. Bij het leerproces van de zelfzorg staan volgens hem twee zaken centraal: controle c.q. autonomie; en kwaliteit: authenticiteit. Levenskunst is een houding van praktische wijsheid die elke mens alleen zelf in de loop der jaren voor zichzelf kan verwerven. Dohmen behandelt in zijn werken wat volgens hem deze levenshouding is, hoe men die zich kan verwerven en wat de beste houding is.

## Recente publicaties

### Boeken
- Iemand zijn. Filosofie van de persoonlijke vorming. Amsterdam, Ambo 2022. 816 pagina’s.
- De prijs van vrijheid. Denkers en schrijvers over de moderne levenskunst Joep Dohmen & Maarten van Buuren. Amsterdam, Ambo 2011.
- Levenslot of levenskunst? hoorcollege over de levensvisies van grote denkers en schrijvers. Joep Dohmen & Maarten van Buuren. NRC boeken 2010
- Brief aan een middelmatige man. Amsterdam, Ambo 2010. 160 pagina's.
- De kunst van het ouder worden. De grote filosofen over ouderdom. Red. Joep Dohmen en Jan Baars. Amsterdam, Ambo 2010. 420 pagina's.
- Pleidooi voor een nieuwe publieke moraal. Beschouwingen over humanisme, moraal en zin (Oratie). Utrecht, Humanistics University Press 2009. 112 pagina's.
- Het leven als kunstwerk. Een hartstochtelijk pleidooi voor een stijlvol en waarachtig leven. Stichting Maand van de Filosofie. Diemen, Lemniscaat 2008. 219 pagina's.
- Tegen de onverschilligheid. Pleidooi voor een moderne levenskunst. Amsterdam, Ambo 2007. 316 pagina's.
- Moderne levens lopen niet vanzelf. Red. Joep Dohmen en Frits de Lange; Amsterdam, Humanistic University Press (SWP), 2006. 232 pagina's.
- Over levenskunst. De grote filosofen over het goede leven. Red. Joep Dohmen. Amsterdam, Ambo, 2002. 400 pagina's.
- Nietzsche over de menselijke natuur. Kampen, Kok Agora 1994. 592 pagina's.

### Hoofdstukken/artikelen in boeken
- 'Moderne lessen in zelfbeheer. Over de noodzaak van opvoeding tot persoonlijke autonomie'. In: De autonome mens. Nieuwe visie op gemeenschappelijkheid. Esther Wit e.a. (red.) Sun, Amsterdam 2007
- 'De noodzaak van een eigen levenshouding. Een humanistisch antwoord op het onbehagen over de moderne levensloop'. In: Moderne levens lopen niet vanzelf. Red. Joep Dohmen en Frits de Lange Amsterdam, Humanistic University Press (SWP), 2006, 193-212
- 'Afscheid van de standaardbiografie', 7-25. Inleiding op: Moderne levens lopen niet vanzelf. Red. Joep Dohmen en Frits de Lange Amsterdam, Humanistic University Press (SWP), 2006, 7-25
- 'Autonomie en levenskunst. Naar een houding van geestelijke weerbaarheid'. In: Humanisme en religie. Controverses, bruggen, perspectieven. Red. Jeroen Duyndam, Marcel Poorthuis, Th. de Wit. Delft, Eburon 2005, 355-379
- (met Anke Snoek), 'Mensen uit een stuk: de heldenethiek van John Kekes'. In: Filosofie als levenskunst. (red. Van Eekert, Vanheeswijck, Verrycken). Budel, Damon 2004, 15-50	.
- (met Patrick Vlug) ‘Een ding is nodig.’ In: Zinsneden. Red. Marc van den Bossche. Damon, Best, 2003,  37-55.
- 'Empowering from within. Art of living and humanistic ethics'. In: Empowering Humanity, A. Halsema &  D.van Houten, Utrecht, De Tijdstroom, 2002. 193-211
- 'Nietzsche over het leven als kunstwerk'. In: Links Nietzscheanisme. Red. Marc van den Bossche & Maurice Weyembergh. Budel, Damon 2000, 165-189
- 'Hoe legitiem is het verlangen jezelf te zijn?' In: Gevoel zonder grenzen. Authentiek leven, medelijden en sentimentaliteit. Kampen, Gooi & Sticht 2000, 54-73
- 'Filosoferen met de hamer'. In: Nietzsche lezen. Budel, Damon 2000, 73-77
- 'Pleidooi voor een bestaansethiek in de late moderniteit. Over de noodzaak van de zorg voor zichzelf'. In: Denken over zorg. Concepten en praktijken, Utrecht, De Tijdstroom 1997, 59-87
- 'Nietzsche and the malaise of modernity'. In: Friedrich Nietzsche und die globalen Probleme unserer Zeit. Enre Kiss (Hrsg.). Cuxhaven/ Dartford, Traude Junghans Verlag 1997. S. 24-36

### Tijdschriftartikelen
- Levenskunst en waarachtig geluk. In: Het Tijdschrift voor het Economisch onderwijs 107, 2007. p.60-63
- Naar een moderne cultuur van zelfzorg. Over toewijding aan zichzelf, geluk en zin. In: Tijdschrift voor Humanistiek, 24, 6(2005), 37-52 ISSN 1567-7117
- Philosophers on the “Art-of-Living”. In: Journal of Happiness Studies, red. R. Veenhoven, 2003, 1-21.
- Art of life. How do I protect the quality of my life? In: Kentaurs XXI, 26(2001), 62-77
- Levenskunst en authenticiteit. In: Tijdschrift voor Humanistiek, 1, 2 (2000), 6-13
- Nietzsche über das Leben als Kunstwerk. In: Humanismus Ak¬tuell, 7(2000), 99-109
- Pleidooi voor een laatmoderne levenskunst. In: Rekenschap, 4 (1999), 259-279
- Nietzsche, Taylor and the malaise of modernity. In: Haifa, ISSEI 2000, 1998
- Nietzsches psycho-fysiologie. In: Psychologie en Maatschappij, 22, 4(1998), 353-364.
- Nietzsches visie op de crisis van de westerse cultuur. In: Nietzsche en het postmoderne denken. Red. B. Voorsluis. Kampen, Kok 1992, 52-105.
- De ware Dionysos versus de Pseudo-Dionysius. Een reconstructie van Nietzsches kritiek op de negatieve theologie. In: Ons ontbreken heilige namen. Kampen, Kok Agora 1992 167-203
- (Met Henk Manschot) Het problematische verlangen naar binding. In: Vragen naar zin. Beschouwingen over zingevingsproblematiek. Baarn, Ambo 1992, 104-138
- Taal, interpreteren en werkelijkheid bij Nietzsche. In: Nietzsche als arts van de cultuur. Diagnoses en prognoses. (onder red van P. van Tongeren). Kampen, Kok Agora 1990, 23-51
- Nietzsches experimentele psychologie. In: Congresbundel Filosofiedag 1987. Red. Callebaut en Mostert. Delft. Eburon 1987, 79-87.
- Subjektiviteit bij Nietzsche. In: Werken met wijsbegeerte. Een cultuurprobleem. Red. G. Huusen en H. Woldring. Delft, Eburon, 1986, 93-101.

### Themanummers
- De contemporaine relevantie van Diogenes en het Epicurisme. Over de waarde van Epicurus’ geluksleer in een hedonistische tijd. In: Lampas, 2007. 15 pagina's.
- Vriendschap en zelfvervulling. Pleidooi voor een moderne vriendschapscultuur. In: TvH, 20(2004), 4, 6-20
- De moraal van de sociale levenskunst. In: PSC HVO, Utrecht 2002, 31-55
- De laatmoderne queeste naar authenticiteit. In: Wijsgerig Perspectief. Themanummer over Charles Taylor, 41, 3(2001), 46-56.
- Spätmoderne Lebenskunst. In: Lebenskunst. CEKUN Cahier 5, Nijmegen 1999, 1-17
- Nietzsches filosofie van het verstandige lijf. In: Het bezielde lichaam. Utrecht, Uitgave Studium Generale 1997 (57-81).